# Loboponera edentula
Loboponera edentula is een mierensoort uit de onderfamilie van de Ponerinae. De wetenschappelijke naam van de soort is voor het eerst geldig gepubliceerd in 2002 door Bolton & Brown.